# Giuseppe Chiapparo
Giuseppe Georges Chiapparo (Ougrée, 29 december 1957) is een Belgisch voormalig gewichtheffer.

## Levensloop
Chiapparo nam deel aan de Olympische Zomerspelen van 1980 te Moskou. Hij werd er twaalfde in de gewichtsklasse van de vlieggewichten (≤52kg).